# Rockslaget
Rockslaget var en ideell musikförening i Karlshamn på 1980-talet som bland annat arrangerade musikfestivalen Rockslaget på Bellevueparken i Karlshamn 1980–1983. 
Rockslaget bildades 1979 av Kheiwe Axelsson, Stefan Mutvig och Claes Jansson som en ny sektion inom kulturföreningen Musikforum i Karlshamn. Året därpå, 1980, blev Rockslaget en egen förening och flyttade då från Musikforum på Erik Dahlbergsvägen till ungdomsgården Gustavsborg som då blev ”Rockgården”. Där spelade både lokala band och grupper från andra delar av landet. Ett band som vid ett flertal tillfällen spelade här var Gyllene Tider som även tackar Rockslaget på baksidan av sin första LP.
Föreningen började 1980 även att arrangera en årlig musikfestival kallad Rockslags Festival eller bara ”Rockslaget ” i Bellevueparken i Karlshamn. 1981 medverkade Elvis Costello, Dag Vag och KSMB och 1982 Ebba Grön och Simple Minds. 1988 dog föreningens eldsjäl Kheiwe Axelsson och efter det tappade föreningen kraft. 1983 års festival blev den sista och man återgick till mindre spelningar på Rockgården. Föreningen Rockslaget lades ner några år senare.